# Alejandra Ortega
Alejandra Ortega (8 de julio de 1994) es una atleta mexicana especializada en marcha atlética. Integró la delegación mexicana en los Juegos Olímpicos de París 2024.
En la Copa del Mundo de Marcha Atlética de 2012, celebrada en Saransk (Rusia) ocupó el segundo lugar, obteniendo por ello la medalla de plata.Finalizó en lugar 24 en la prueba de 20 kilómetros de París 2024 con un tiempo de 1:31:58.
| Mejores marcas personales | Mejores marcas personales | Mejores marcas personales | Mejores marcas personales |
| Distancia                 | Tiempo                    | Lugar                     | Fecha                     |
| ------------------------- | ------------------------- | ------------------------- | ------------------------- |
| 5.000 m.                  | 22:17.85                  | Lille, Francia            | 8 de julio de 2011        |
| 10.000 m.                 | 47:03.42                  | Barcelona, España         | 12 de julio de 2012       |
| 10 km.                    | 46:00                     | Saransk, Rusia            | 12 de mayo de 2012        |
| 20 km.                    | 1h:38:47                  | Toluca, Rusia             | 24 de marzo de 2013       |